# Coptocercus orientalis
Coptocercus orientalis là một loài bọ cánh cứng trong họ Cerambycidae.